# 小行星1245
小行星1245（1245 Calvinia）是一颗围绕太阳公转的小行星。1932年5月26日，西里爾·傑克遜在约翰内斯堡发现了此天体。
該小行星以南非開普省的城市卡爾維尼亞（Calvinia）命名。
这颗小行星的绝对星等为209.05310等。